# 斯堤克斯
斯堤克斯（Styx，希腊语：Στυξ，字面意思为“仇恨的”）希腊神话中的一个俄刻阿尼得斯（大洋神女），负责掌管斯堤克斯河（环绕冥土的五条冥河之一）。
尽管有泰坦的血统，斯堤克斯在泰坦戰爭中却站在奥林匹斯神一边。因此后来神祇们都以斯堤克斯的名字来起誓。以斯堤克斯的名义发出的誓言是极其神圣的，任何违背此誓的神灵都会受到昏睡一年的惩罚。
斯堤克斯是冥王珀耳塞福涅所相信的宁芙仙女之一。

## 资料来源
- 《世界神话辞典》，辽宁人民出版社，ISBN 7-205-00960-X
- 《神话辞典》，（苏联）M·H·鲍特文尼克等，统一书号：2017·304